# Pamětní medaile 11. střeleckého pluku Františka Palackého
Pamětní medaile 11. střeleckého pluku Františka Palackého, je pamětní medaile založená v roce 1948 v souvislosti s 30. výročím založení této jednotky z mobilizovaných českých zajatců v Rusku.
Medaile je ražena z bronzu a předávala se v papírové krabičce s malou stužkou.